# Jon Snow
Jon Snow er en fiktiv person i den amerikanske forfatter George R. R. Martins fantasyserie A Song of Ice and Fire og i HBOs filmatisering Game of Thrones, hvor han spilles af Kit Harington. I romanerne er han en prominent hovedperson, fra hvis synspunkt mange kapitler er skrevet. Han er en af de mest populære karakterer i serien, og The New York Times nævner ham som en af forfatterens bedste kreationer. Jon er hovedperson i tv-serien, og hans historie i sidste afsnit af sæson 5 affødte stærke reaktioner blandt seerne. Spekulationer om hvem der er karakterens forældre har været et populært emne i diskussioner blandt fans af både bøgenre og tv-serien.
Jon blev introduceret i Kampen om tronen (1996) som uægte søn af Ned Stark, der er Lord af Winterfel, som er en ældgammel fæstning i Norden på det fiktive kontinent Westeros.. Han ved af hans fremtidsudsigter er begrænsede af at være en horeunge, og han slutter sig derfor til Night's Watch, der vogter rigets nordlige grænse mod wildlings der bor på den anden side af Muren. Mens resten af Stark-familien oplever stor modstand, er Jon bundet til sit løfte hos Night's Watch. I Kongernes kamp (1998) slutter han sig til en rekognosceringsgrippe, der skal undersøge den voksende trussel fra de "Andre" på den anden siden af Muren, og han formår at infiltrere wildlings. Jon finder ud af, at de har planer om at invadere Westeros i En storm af sværd (2000), og han begynder at blive forelsket i den vilde wilding Ygritte. Han forråder dem — og Ygritte — før de kan angribe, men Night Watch's sejr kommer med en høj pris for Jon. Han optræder kort i Kragernes rige, hvor han er blevet bliver kommandør for Night's Watch. Jon vender tilbage som hovedperson i En dans med drager (2011), hvor han arbejder på forhandle en alliance mellem Night's Watch og wildlings. Den voksende upopularitet han har fået hos Night's Watch ender med et oprør, hvor han bliver slået ihjel.
I HBO's tv-serie Game of Thrones følger Jons historie karakterens historie i romanerne, men sæson 6, sæson 7 og sæson 8 af filmatiseringen fortæstter fra begivenhederne i Martins seneste roman. For sin potrættering rollen er Harington blevet nomineret til en Golden Globe Award for Best Actor – Television Series Drama i 2019, to Primetime Emmy Award for Outstanding Supporting Actor in a Drama Series og Outstanding Lead Actor in a Drama Series i 2016 og 2019. Han er også blevet nomineret til to Critics' Choice Awards.